# Поперечний двигун

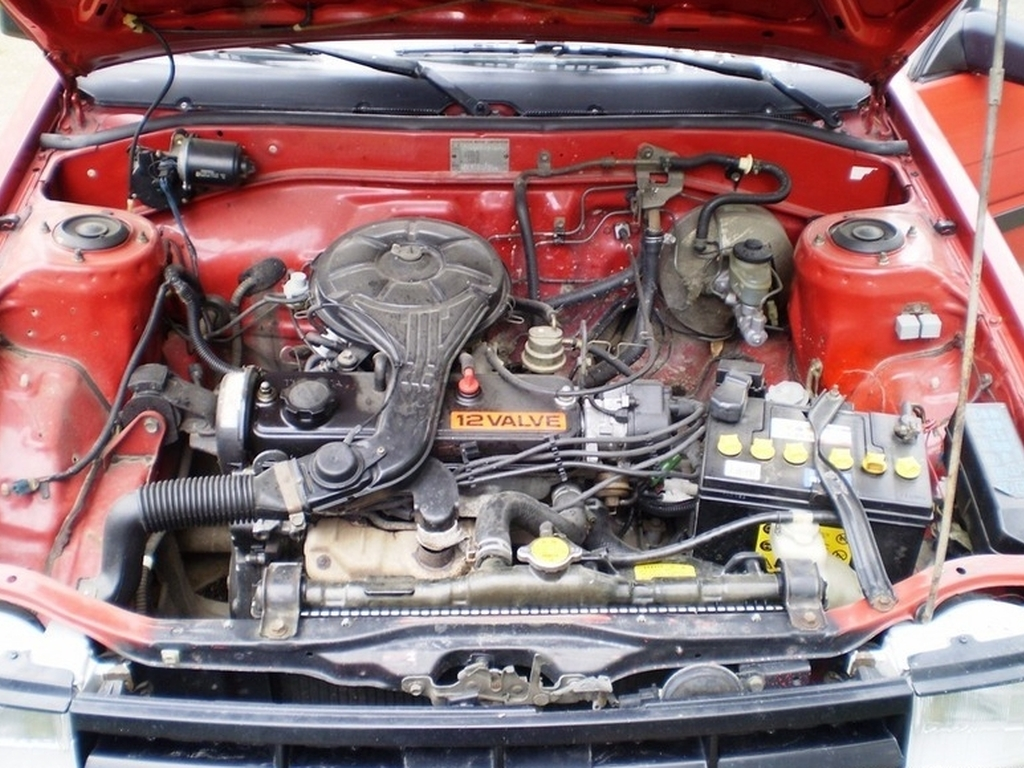
Поперечно встановлений двигун в Toyota Corolla E80

Поперечний двигун — це двигун, встановлений на транспортному засобі таким чином, що вісь колінчастого вала двигуна розташована перпендикулярно до напрямку руху. Багато сучасних автомобілів з переднім приводом використовують таку конфігурацію кріплення двигуна. Більшість задньопривідних транспортних засобів використовують поздовжню конфігурацію двигуна, де вісь колінчастого вала двигуна паралельна напрямку руху, за винятком деяких транспортних засобів із заднім середнім двигуном, у яких використовується поперечний двигун і коробка передач, встановлена ззаду, а не спереду. Попри те, що зазвичай використовується в легких транспортних засобах, він не обмежується такими конструкціями й також використовувався на броньованих бойових машинах для економії внутрішнього простору.

## Історія

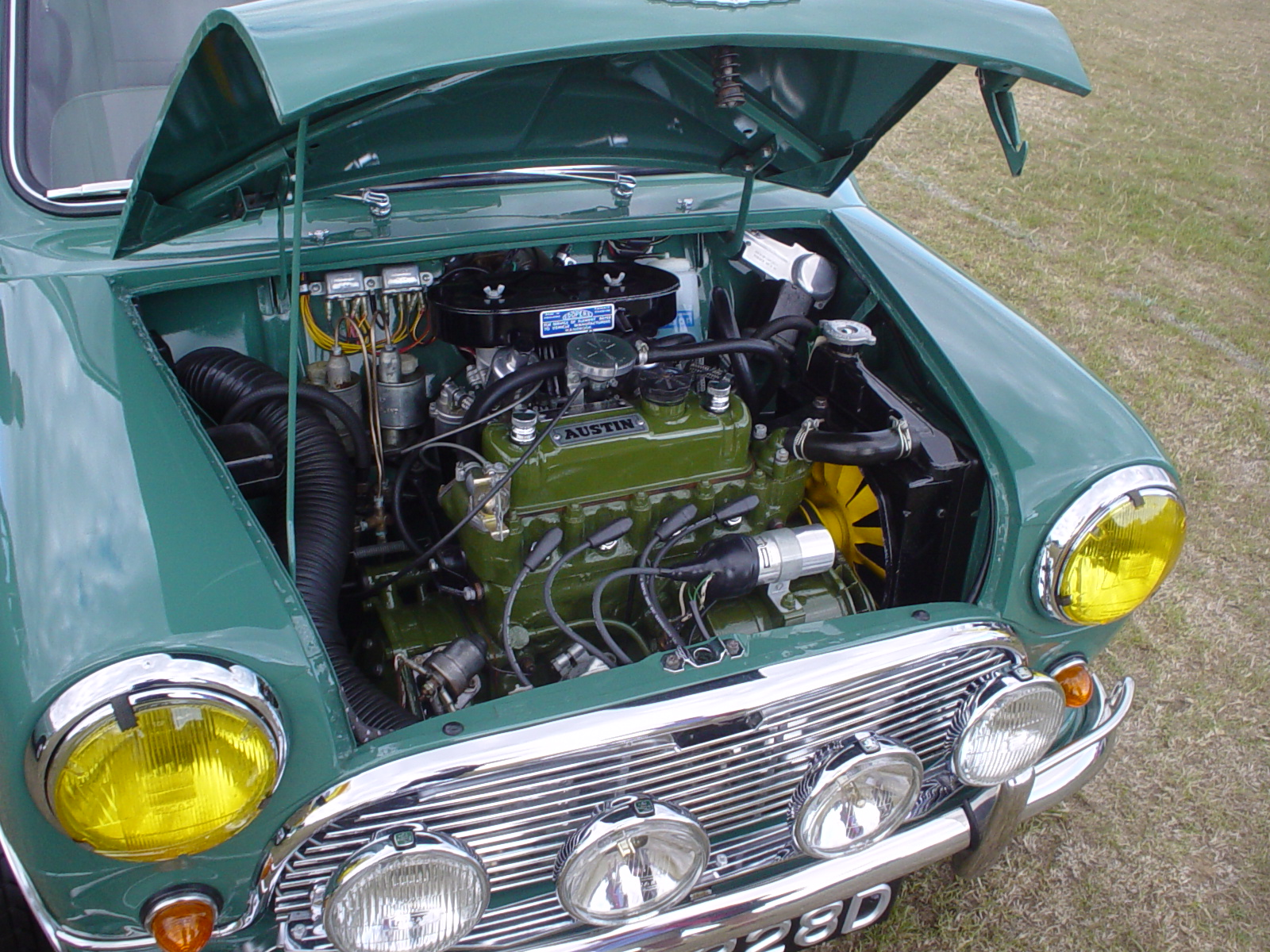
Поперечно встановлений двигун у Mini Cooper

Легкий автомобіль Critchley, виготовлений Daimler Motor Company у 1899 році, мав поперечний двигун із пасовою передачею на задню вісь. Першими успішними автомобілями з поперечним розташуванням двигуна були двоциліндрові автомобілі серії DKW F1, які вперше з'явилися в 1931 році.
Під час Другої світової війни для бронетехніки були розроблені двигуни з поперечним розташуванням, а радянські танки Т-44 і Т-54/Т-55 оснащувалися двигунами з поперечним розташуванням для економії місця в корпусі. Згодом Т-54/55 став найбільш виробленим танком в історії.

### Післявоєнне використання
Lamborghini Miura використовував 4,0-літровий V12 з поперечним розташуванням посередині. Ця конфігурація була нечуваною в 1965 році, але стала більш поширеною в наступні десятиліття, коли такі автомобілі, як Lancia Montecarlo, Noble M12, Toyota MR2, Pontiac Fiero та Honda NSX першого покоління, використовували таку конструкцію трансмісії.
У Land Rover LR2 Freelander, як і в усіх моделях Volvo, починаючи з 1998 року (включаючи моделі V8), використовується поперечно встановлений двигун, щоб збільшити простір для пасажирів усередині автомобіля. Це також дозволило підвищити безпеку при лобовому зіткненні завдяки збільшенню поздовжнього простору моторного відділення. Результатом стає більша передня зона зминання.
Поперечні двигуни також знайшли широке застосування в автобусах. У Сполучених Штатах вони були запропоновані на початку 1930-х років компанією Twin Coach і з обмеженим успіхом використовувалися в Pickwick Nite-Coach Дуайта Остіна. Поперечні автобусні двигуни вперше широко з'явилися в Yellow Coach 719, використовуючи V-подібний привід Дуайта Остіна; вони продовжували використовуватися до 1990-х років, хоча коротші двигуни V-конфігурації в поздовжній конфігурації "T-drive" стали поширеними в 1960-х. Поперечні двигуни також використовувалися в British Leyland Atlantean, у багатьох транзитних автобусах і майже у всіх сучасних двоповерхових автобусах. Вони також широко використовувалися автобусними підрозділами Scania, MAN, Volvo та Renault.

## Розташування поперечних двигунів
Двигуни можуть розташовуватися в автомобілі у двох основних положеннях:
- Двигун спереду, поперечно встановлений / Передній привід
- Задня центральна частина двигуна з поперечним розташуванням / задній привід

## Поширені типи поперечно розташованих двигунів
Дозволений простір для двигунів у передніх колесах зазвичай обмежується наступним:
- Одноциліндровий
- Рядний два
- Рядний три
- Рядний чотири
- Рядний п‘ять

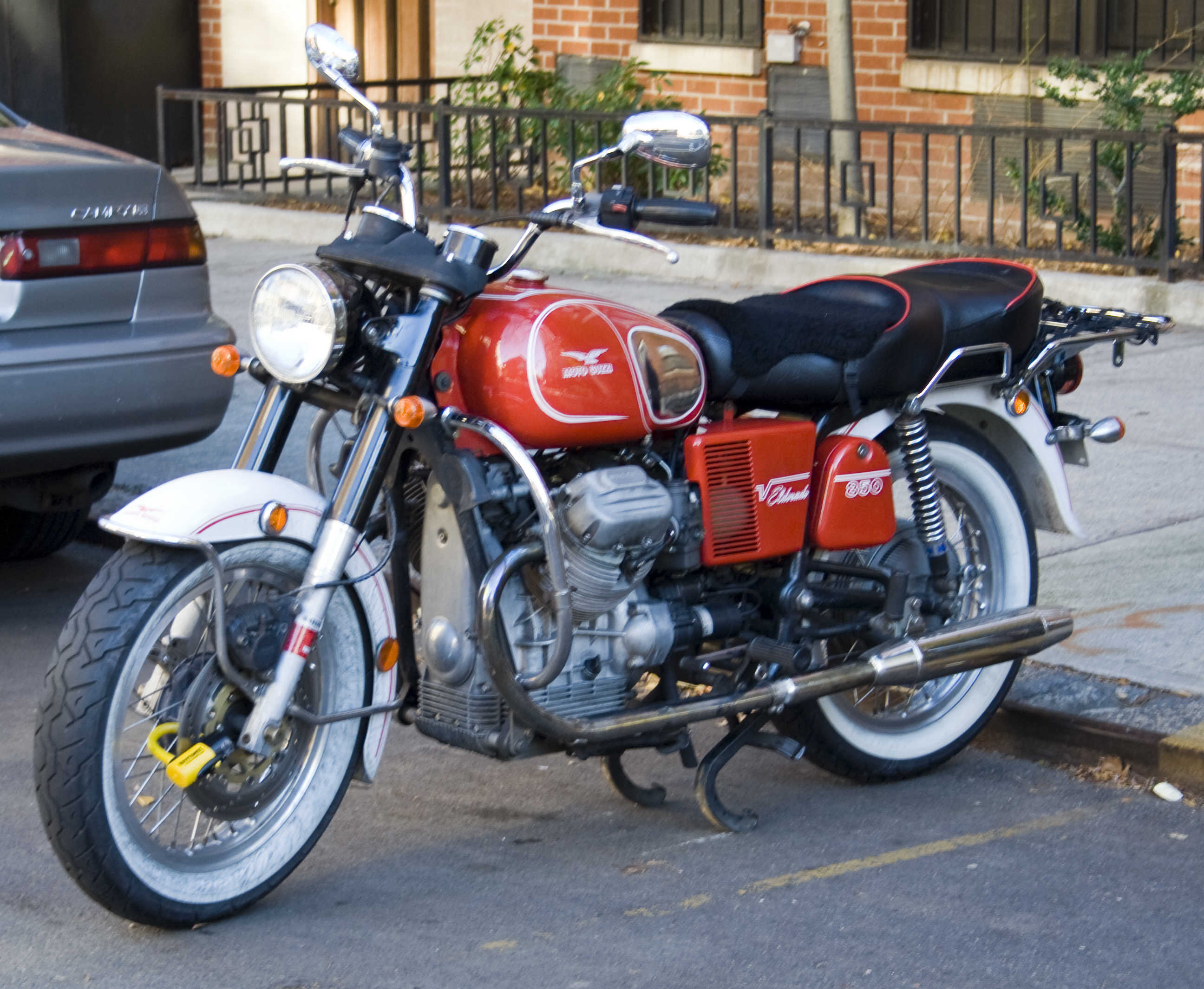
Двигун цього мотоцикла Moto Guzzi описується як «поперечний», незважаючи на те, що колінчастий вал знаходиться на одній лінії з рамою.

- Рядний шестициліндровий (для задньомоторних автобусів)
- V4
- V6

## Менш поширені типи двигунів з поперечним розташуванням
- Рядний шестициліндровий двигун: Austin Kimberley, Tasmin, Austin 2200, Morris 2200, Wolseley Six), Austin/Morris 2200 HL, Wolseley Saloon, Princess, Daewoo Magnus (він же Chevrolet Epica/Evanda, Suzuki Verona), Daewoo Tosca (він же Chevrolet/Holden). Tosca), Land Rover Freelander 2 (він же LR2), Volvo S80, Volvo S60 (2-ге покоління, також V60), Volvo V70 (3-тє покоління), Volvo XC60, Volvo XC90
- V8: Buick LaCrosse Super, Cadillac Allanté, Ford Taurus SHO (3-тє покоління), Hyundai Equus/Centennial (1-ше покоління), Lancia Thema 8.32, Lincoln Continental (лише 1995-2002), Mitsubishi Dignity, Mitsubishi Proudia, Oldsmobile Aurora, Volvo S80, Volvo XC90
- V12 (тільки центральний двигун): Lamborghini Miura
- V16 (тільки в центрі двигуна): Cizeta-Moroder V16T